# アレックス・ドブレ
ミハイ・アレクサンドル・"アレックス"・ドブレ（Mihai Alexandru "Alex" Dobre、1998年8月30日 - ）は、ルーマニア・ブカレスト出身のサッカー選手。FCラピド・ブカレスト所属。ポジションはフォワード。

## クラブ経歴
2016年8月、ルーマニアのヴィトルル・クルジュからイングランドのAFCボーンマスへ移籍し、U-21チームに登録された 。2017-18シーズンから国内の下部リーグに所属するクラブへのレンタル移籍を繰り返し、2019-20シーズンはボーンマスに残留して2020年1月4日、FAカップのルートン・タウンFC戦でトップチームデビューを飾った。
2020年8月12日、リーグ・アンに所属していたディジョンFCOへ移籍し、4年契約を結んだ。
2023年1月8日、プリメイラ・リーガのFCファマリカンへ2022-23シーズン終了までレンタル移籍をした。同シーズン終了後、ファマリカンへの完全移籍が決定し、2年契約を交わした。
2024年10月7日、FCラピド・ブカレストに移籍した。

## 代表経歴
2015年からルーマニアの世代別代表でプレー。2021年6月にはU-23ルーマニア代表として東京オリンピックに出場した。
2023年3月26日、UEFA EURO 2024予選のアンドラ代表戦にて、オリンピウ・モルタンとの途中交代でルーマニア代表デビューを果たした。